# Наґаїдзумі

Наґаїдзу́мі (яп. 長泉町, ながいずみちょう, МФА: [naga.id͡zumi t͡ɕoː]?) — містечко в Японії, в повіті Сунто префектури Сідзуока. Розташоване в північно-східній частині префектури, в основі півострова Ідзу. Отримало статус містечка 1960 року. Площа становить 26,51 км². Станом на 1 серпня 2011 року населення складало 41 268  осіб, густота населення — 1560 осіб/км². Основою економіки є сільське господарство.  